# Campionat d'Espanya de clubs d'atletisme masculí
El Campionat d'Espanya de club d'atletisme masculí, conegut actualment com a LaLiga Sports Atletismo per motius de patrocini, és una competició esportiva de clubs espanyols d'atletisme, creat l'any 1958.
El Futbol Club Barcelona va ser el primer campió i el gran dominador en un principi, guanyant quinze títols fins al 1986. Llavors arribaren a l'atletisme diverses empreses patrocinadores que feren fer un pas endavant a clubs que històricament no havien estat en l'elit. La AA Moratalaz guanyà 14 títols consecutius, mentre que el CA Chapín Jerez ho va fer els 8 anys següents. Però, tots dos clubs paren patir una forta devallada quan els seus patrocinadors els varen abandonar, el 2001 i 2008 respectivament. El Moratalaz va competir en Divisió d'Honor fins al 2006, mentre que el Chapín va renunciar a la categoria quan era l'actual campió. Des de llavors, el Playas de Castellón és l'actual dominador.

## Palmarès
| En negreta = Club guanyador (1) = Nombre de títols |

| Edició  | Temp. | Campió                      | Subcampió              | 3r classificat     | Seu                                       | refs   |
| ------- | ----- | --------------------------- | ---------------------- | ------------------ | ----------------------------------------- | ------ |
| I       | 1958  | FC Barcelona (1)            |                        |                    |                                           |        |
| II      | 1959  | Reial Madrid CF (1)         |                        |                    |                                           |        |
| III     | 1960  | Reial Madrid CF (2)         |                        |                    |                                           |        |
| IV      | 1961  | Reial Madrid CF (3)         |                        |                    |                                           |        |
| V       | 1962  | Reial Madrid CF (4)         |                        |                    |                                           |        |
| VI      | 1963  | FC Barcelona (2)            |                        |                    |                                           |        |
| VII     | 1964  | FC Barcelona (3)            |                        |                    |                                           |        |
| VIII    | 1965  | FC Barcelona (4)            |                        |                    |                                           |        |
| IX      | 1966  | EM VIII Región (1)          | UD Salamanca           | FC Barcelona       |                                           |        |
| X       | 1967  | Reial Societat (1)          |                        |                    |                                           |        |
| XI      | 1968  | CN Barcelona (1)            |                        |                    |                                           |        |
| XII     | 1969  | Ministeri de l'Exèrcit (1)  |                        |                    |                                           |        |
| XIII    | 1970  | FC Barcelona (5)            | Ministeri de l'Exèrcit | CN Barcelona       |                                           |        |
| XIV     | 1971  | CD Vallehermoso (1)         |                        |                    |                                           |        |
| XV      | 1972  | CD Vallehermoso (2)         |                        |                    |                                           |        |
| XVI     | 1973  | FC Barcelona (6)            |                        |                    |                                           |        |
| XVII    | 1974  | FC Barcelona (7)            |                        |                    |                                           |        |
| XVIII   | 1975  | FC Barcelona (8)            |                        |                    |                                           |        |
| XIX     | 1976  | CD Vallehermoso (3)         |                        |                    |                                           |        |
| XX      | 1977  | CD Vallehermoso (4)         |                        |                    |                                           |        |
| XXI     | 1978  | FC Barcelona (9)            |                        |                    |                                           |        |
| XXII    | 1979  | Pepsi Vallehermoso (5)      |                        |                    |                                           |        |
| XXIII   | 1980  | CD Vallehermoso (6)         |                        |                    |                                           |        |
| XXIV    | 1981  | FC Barcelona (10)           | UD Salamanca           | CN Barcelona       | Estadi Joan Serrahima, Barcelona          | [ 2 ]  |
| XXV     | 1982  | FC Barcelona (11)           |                        |                    |                                           |        |
| XXVI    | 1983  | FC Barcelona (12)           | UD Salamanca           | València CF        | Granollers                                | [ 3 ]  |
| XXVII   | 1984  | FC Barcelona (13)           |                        |                    |                                           |        |
| XXVIII  | 1985  | FC Barcelona (14)           |                        |                    |                                           |        |
| XXIX    | 1986  | FC Barcelona (15)           |                        |                    |                                           |        |
| XXX     | 1987  | Larios-AA Moratalaz (1)     |                        |                    |                                           |        |
| XXXI    | 1988  | Larios-AA Moratalaz (2)     |                        |                    |                                           |        |
| XXXII   | 1989  | Larios-AA Moratalaz (3)     |                        |                    |                                           |        |
| XXXIII  | 1990  | Larios-AA Moratalaz (4)     |                        |                    |                                           |        |
| XXXIV   | 1991  | Larios-AA Moratalaz (5)     |                        |                    |                                           |        |
| XXXV    | 1992  | Larios-AA Moratalaz (6)     |                        |                    |                                           |        |
| XXXVI   | 1993  | Larios-AA Moratalaz (7)     |                        |                    |                                           |        |
| XXXVII  | 1994  | Larios-AA Moratalaz (8)     |                        |                    |                                           |        |
| XXXVIII | 1995  | Larios-AA Moratalaz (9)     |                        |                    |                                           |        |
| XXXIX   | 1996  | Larios-AA Moratalaz (10)    |                        |                    |                                           |        |
| XL      | 1997  | Larios-AA Moratalaz (11)    |                        |                    |                                           |        |
| XLI     | 1998  | Larios-AA Moratalaz (12)    |                        |                    |                                           |        |
| XLII    | 1999  | Airtel-AA Moratalaz (13)    |                        |                    |                                           |        |
| XLIII   | 2000  | Airtel-AA Moratalaz (14)    |                        |                    |                                           |        |
| XLIV    | 2001  | Puma Chapín Jerez 2002 (1)  |                        |                    |                                           |        |
| XLV     | 2002  | Puma Chapín Jerez 2002 (2)  |                        |                    |                                           |        |
| XLVI    | 2003  | Puma Chapín Jerez (3)       |                        |                    |                                           |        |
| XLVII   | 2004  | Puma Chapín Jerez (4)       |                        |                    |                                           |        |
| XLVIII  | 2005  | Puma Chapín Jerez (5)       |                        |                    |                                           |        |
| XLIX    | 2006  | Puma Chapín Jerez (6)       |                        |                    |                                           |        |
| L       | 2007  | Puma Chapín Jerez (7)       |                        |                    | Castelló                                  |        |
| LI      | 2008  | Puma Chapín Jerez (8)       |                        |                    |                                           |        |
| LII     | 2009  | CA Playas de Castellón (1)  | Puerto Alicante OHL    | EAMJ Playas Jandía | Estadi Gaetà Huguet, Castelló             | [ 4 ]  |
| LIII    | 2010  | CA Playas de Castellón (2)  | Puerto Alicante OHL    | Cueva de Nerja     |                                           | [ 5 ]  |
| LIV     | 2011  | CA Playas de Castellón (3)  |                        |                    | Alcobendas                                | [ 6 ]  |
| LV      | 2012  | CA Playas de Castellón (4)  | FC Barcelona           | AD Marathon        | Polideportivo La Luz, Tres Cantos         | [ 7 ]  |
| LVI     | 2013  | CA Playas de Castellón (5)  | FC Barcelona           | AD Marathon        | Estadio CAD Corona de Aragón, Saragossa   | [ 8 ]  |
| LVII    | 2014  | CA Playas de Castellón (6)  | FC Barcelona           | AD Marathon        | Estadio CAD Corona de Aragón, Saragossa   | [ 9 ]  |
| LVIII   | 2015  | CA Playas de Castellón (7)  | FC Barcelona           | AD Marathon        | Estadio CAD Corona de Aragón, Saragossa   | [ 10 ] |
| LIX     | 2016  | CA Playas de Castellón (8)  | FC Barcelona           | AD Marathon        | Estadi Gaetà Huguet, Castelló de la Plana | [ 11 ] |
| LX      | 2017  | CA Playas de Castellón (9)  | FC Barcelona           | Reial Societat     | Estadi Gaetà Huguet, Castelló de la Plana | [ 12 ] |
| LXI     | 2018  | CA Playas de Castellón (10) | FC Barcelona           | Fent Camí Mislata  | Estadio Los Pajaritos, Sòria              | [ 13 ] |
| LXII    | 2019  | CA Playas de Castellón (11) | FC Barcelona           | Reial Societat     | Estadio Los Pajaritos, Sòria              | [ 14 ] |
| LXIII   | 2020  |                             |                        |                    |                                           |        |
| LXIV    | 2021  | CA Playas de Castellón (12) | FC Barcelona           | Reial Societat     | Estadio Camilo Cano, La Nucia             | [ 15 ] |

## Títols per club
- 15 Futbol Club Barcelona : 1958, 1963, 1964, 1965, 1970, 1973, 1974, 1975, 1978, 1981, 1982, 1983, 1984, 1985, 1986.
- 14 AA Moratalaz: 1987, 1988, 1989, 1990, 1991, 1992, 1993, 1994, 1995, 1996, 1997, 1998, 1999, 2000.[16]
- 8 Club Atletismo Chapín Jerez: 2001, 2002, 2003, 2004, 2005, 2006, 2007, 2008.[17]
- 7 Club Atletisme Castelló: 2009, 2010, 2011, 2012, 2013, 2014, 2015.[18]
- 6 Club Vallehermoso: 1971, 1972, 1976, 1977, 1979, 1980.
- 4 Reial Madrid CF: 1959, 1960, 1961, 1962.
- 1 E.M. VIII Región: 1966.
- 1 Reial Societat: 1967.
- 1 Club Natació Barcelona: 1968.
- 1 Ministerio del Ejército: 1969.